# 馬修·菲茨派翠克
馬修·菲茨派翠克（英語：Matthew Fitzpatrick；1994年9月1日—）是一位英國高爾夫球運動員。他在2014年美國公開賽之後成為職業球員，並獲得了2015年英國名人賽的冠軍。他是2022年美國高爾夫公開賽的冠軍得主。